# Калининский сельсовет (Оренбургская область)
Калининский сельсовет — сельское поселение в Ташлинском районе Оренбургской области Российской Федерации.
Административный центр — посёлок Калинин.

## История
Статус и границы сельского поселения установлены Законом Оренбургской области от 2 сентября 2004 года № 1424/211-III-ОЗ «О наделении муниципальных образований Оренбургской области статусом муниципального района, городского округа, городского поселения, установлении и изменении границ муниципальных образований».

## Население
| 2010  | 2012  | 2013  | 2014  | 2015  | 2016  | 2017  |
| ----- | ----- | ----- | ----- | ----- | ----- | ----- |
| 1709  | ↗1720 | ↘1689 | ↘1650 | ↘1610 | ↘1581 | ↗1582 |
| 2018  | 2019  | 2020  | 2021  |       |       |       |
| ↘1575 | ↘1568 | ↘1559 | ↘1542 |       |       |       |

## Состав сельского поселения
| № | Населённый пункт | Тип населённого пункта          | Население |
| - | ---------------- | ------------------------------- | --------- |
| 1 | Калинин          | посёлок, административный центр | 897       |
| 2 | Кандалинцево     | село                            | 262       |
| 3 | Коммуна          | село                            | 232       |
| 4 | Прокуроновка     | село                            | 318       |